# Les Boules de Noël
Pour plus de détails, voir Fiche technique et Distribution.
Les Boules de Noël est un film de Noël comique français réalisé par Alexandra Leclère et sorti en 2024,.

## Synopsis
Nathalie Leroy est convaincue d'être victime d'une malédiction l'empêchant de vivre un Noël sans catastrophe, et ce depuis 34 ans. Elle consulte, avec son mari Antonin, un psy, qui leur suggère de ne pas fêter Noël pour rompre la malédiction, avant de convoquer un mage africain pour avoir un autre diagnostic : réunir la famille et renouer avec sa sœur, partie sans retour depuis 34 ans. Coincée entre la tristesse de ne pas fêter Noël et l'anxiété du désastre futur lors du Réveillon, elle va voir son mari prendre les choses en main.

## Fiche technique
Sauf indication contraire, les informations mentionnées dans cette section peuvent être confirmées par les bases de données cinématographiques IMDb et Allociné,  présentes dans la section « Liens externes ».
- Titre original : Les Boules de Noël
- Réalisation : Alexandra Leclère
- Scénario : Alexandra Leclère
- Musique : Valentin Couineau
- Décors : Carlos Conti
- Costumes : Yvett Rotscheid
- Photographie : Jean-Marc Fabre
- Son : Frédéric de Ravignan, Thomas Desjonqueres et Olivier Dô Hùu
- Montage : Marie Silvi
- Production : François Kraus et Denis Pineau-Valencienne
  - Production exécutive : Sylvain Monod
- Sociétés de production : Les Films du Kiosque, TF1 Films Production, Moana Films et UMedia
- Sociétés de distribution : Sony Pictures Releasing France
- Pays de production :  France
- Langue originale : français
- Format : couleur
- Genre : Comédie
- Durée : 90 minutes
- Dates de sortie :
  - France : 27 novembre 2024

## Distribution
- Valérie Bonneton : Nathalie Leroy
- Kad Merad : Antonin Leroy, l'époux de Nathalie
- Noémie Lvovsky : Nicole Leroy, la sœur de Nathalie
- Louise Massin : Sandrine, une des filles Leroy
- Estéban : Jean-Paul, l'époux de Sandrine
- Rosa Bursztein : Charlotte, une des filles Leroy
- François de Brauer : Stéphane Leroy, fils de Nathalie et Antonin
- Macha Méril : Simone, mère de Nathalie
- Jackie Berroyer : André, père de Nathalie
- Laurent Stocker : le psy
- Stéphan Wojtowicz : le chirurgien
- Lise Lametrie : Thérèse
- Bass Dhem : Maître Bangus
- Alexandre Mousli : enfant ,Jérôme fils de Sandrine et Jean Paul